# Novomyrhorodský rajón
Novomyrhorodský rajón (ukrajinsky Новомиргородський район) byl rajón v Kirovohradské oblasti na Ukrajině. Hlavním městem byl Novomyrhorod a rajón měl přibližně 28 tisíc obyvatel. 

## Sídla v rajónu
- Novomyrhorod
- Kapitanivka